# Tatort: Blutwurstwalzer
Blutwurstwalzer ist eine Folge der ARD-Krimireihe Tatort. Die vom Sender Freies Berlin (SFB) produzierte Episode wurde erstmals am 22. September 1991 in der ARD ausgestrahlt. Es handelt sich um den dritten Fall mit Kriminalhauptkommissar Franz Markowitz, der es mit einem Mord an einem jungen Mann im Milieu von Waffennarren im Umfeld einer Kneipe zu tun hat. Die Folge ist mit 117 Minuten Spieldauer eine der längsten der Tatort-Geschichte.

## Handlung
Der angeblich ehemalige Fremdenlegionär Randy leitet seine Freunde Hansi und Alex bei Schießübungen in einem Keller an. Weil sie dringend Geld benötigen, bestehlen sie kurz darauf einen Taxifahrer. Mit dem Geld lassen sie einen Nachschlüssel für ein illegales Warenlager von Alex’ Arbeitgeber, dem Gastronomen Horst Bannasch, auf einem Schrottplatz anfertigen. Anschließend fährt Alex zu seiner Arbeit beim cholerischen Bannasch, welcher auch vorgibt, dereinst bei der Fremdenlegion gewesen zu sein. Randy stellt unterdessen Hansi nach, der mit seiner Freundin Lizzi ein Verhältnis hat. Voller Eifersucht beobachtet er die beiden. Nachdem Lizzi gegangen ist, bricht Randy in die Wohnung ein, schlägt seinen Nebenbuhler in der Badewanne nieder und steckt die Wohnung in Brand. Hansi kommt wieder zu sich und flüchtet sich auf das Baugerüst. Doch da Randy zuvor eine Befestigung gelöst hat, bricht Hansi durch die Brüstung des Gerüsts und stürzt in die Tiefe. Im Krankenhaus wird er zu Hauptkommissar Franz Markowitz ins Zimmer verlegt, der sich zur Nachbehandlung einer überstandenen Gallenoperation dort aufhält. Noch benommen berichtet Hansi ihm in Fragmenten von dem Überfall auf ihn. Noch in derselben Nacht bestiehlt Hansi Markowitz und flieht aus der Klinik. Vor der Klinik jedoch wird Hansi von Randy vorsätzlich mit dem Auto überfahren und erliegt dort seinen Verletzungen.
Während Markowitz und Pohl im Krankenhaus sind, um Hansis Leiche zu identifizieren, fährt Randy ungerührt zu Alex und Lizzi in Bannaschs Lokal. Wegen der Personalprobleme der Mordkommission ermittelt Markowitz trotz Krankenhausaufenthalts, sucht den Vater von Hansi auf und befragt ihn. Der Vater hat seinen Sohn ein Jahr zuvor hinausgeworfen und ihn seither nicht mehr gesehen. Er sagt, Hansi habe einen Waffentick gehabt. Er sei freiwillig zur Bundeswehr gegangen, aber nach kurzer Zeit wegen Kameradendiebstahls entlassen worden. Er habe nur einen Freund gehabt, dessen Namen er aber nicht kenne. In der ausgebrannten Wohnung findet Markowitz Hinweise auf den Einbruch bei Hansi. Hansis Arbeitgeber, ein Getränkeauslieferer, kann Markowitz auch keine weiteren Auskünfte geben, da Hansi mit ihm nicht viel über Privates geredet hat. Markowitz begleitet ihn aber auf seiner Auslieferungsfahrt zum Lokal von Bannasch und trifft dort auf Alex, der auf seine Fragen abweisend antwortet. Markowitz sucht später den Boxklub auf, den Hansi besucht hat, und befragt den mit ihm befreundeten Trainer Hermann zu ihm. Dort sieht er wieder Alex beim Boxtraining. Hermann erzählt ihm, dass das Opfer und Alex befreundet waren.
Randy hat noch immer großen Einfluss auf Alex und gibt ihm militärischen Unterricht. Alex ist aufgrund einiger Hinweise in Randys Verhalten misstrauisch und untersucht dessen Auto abends nach Unfallspuren. Markowitz sucht am nächsten Morgen Alex auf, der noch bei seiner Mutter wohnt. Dort bemerkt der Kommissar, dass Alex offensichtlich über teure Unterhaltungselektronik verfügt, obwohl er eigentlich in der Kneipe nicht viel verdienen kann. Über Alex’ Verhältnis zu Hansi bekommt Markowitz jedoch nichts heraus. Bei Hansis Beerdigung übergibt Markowitz Alex Hansis Ohrring, in der Hoffnung, ihn dadurch zum Reden zu bringen, doch Alex schweigt und scheint andere Pläne zu haben. Alex entdeckt in Randys Kleidung Fotos, die ein Verhältnis Lizzis zu Hansi zeigen; und da Randy die Bilder mit sich führte, wusste er wohl auch darüber Bescheid. Markowitz besucht Bannaschs Kaschemme, um Alex im Blick zu behalten. Dabei bemerkt er bei einem zufälligen Blick aus dem Toilettenfenster, dass Bannasch in Hehlereigeschäfte verwickelt ist. Gebeten von Alex fährt Randy Markowitz nach Hause und dieser erzählt ihm, dass er bei der Mordkommission ist. Er befragt Randy nach Hansi; Randy gibt vor, Hansi nicht zu kennen. Bannasch, über die Anwesenheit der Polizei in seinem Dunstkreis besorgt, lässt die gestohlene Ware von Alex und Randy hastig aus seinem Lokal schaffen.
Randy macht Alex Vorwürfe, dass er ihn einen Polizisten hat mitnehmen lassen. Zudem machen sie sich gegenseitig Vorwürfe, dass sie sich bei Bannaschs Hehlerware bedient haben. Randy versucht plötzlich in Bannaschs illegalem Lager auf dem Schrottplatz, Alex zu überfahren. Als dies scheitert, schießt er auf Alex, verfehlt ihn aber. Unterdessen führt Markowitz eine Razzia in Bannaschs Lokal durch, doch von der gestohlenen Ware findet er nichts mehr. Im Keller bemerkt Markowitz Spuren von Randys Schießübungen mit den jungen Männern. Zudem finden Markowitz und Pohl Kriegswaffen im Keller. Bannasch verweigert nun die Aussage und wird festgenommen. Alex hat den Schrottplatz nicht verlassen, schleicht sich an Randys Auto heran, entwendet seine Schusswaffe und bedroht ihn damit. Randy bedroht seinerseits Alex mit einem Messer, lacht ihn aus, weil er die Waffe zuvor entladen hat, und zeigt ihm spöttisch die Patronen. Doch Alex gelingt es, Randy eine Patrone aus der Hand zu treten und die Waffe zu laden. Damit schießt er Randy in den Hals. Er ruft Lizzi an und erzählt ihr, dass er Randy in Notwehr getötet habe. Sie rät ihm, die Leiche verschwinden zu lassen, dann wird ihr Gespräch von einem Polizisten in Bannaschs Kneipe unterbrochen. Alex beseitigt alle Spuren und wirft die Tatwaffe in die Spree. Als er auch die Leiche entsorgen will, stellt er fest, dass er sich aus dem Wagen ausgesperrt hat. Zwei Polizisten kommen hinzu und helfen Alex, den Wagen zu öffnen. Alex kann weiterfahren, ohne dass die Beamten die Leiche bemerkten. Er will den toten Körper schließlich in einem Wald entsorgen, stellt dabei aber zu seinem Schrecken fest, dass Randy noch lebt.
Alex entschließt sich, Randy zu retten, doch wieder klemmt die Tür von Randys Auto. Der Angeschossene ist zu schwach, um ins Auto zu steigen. Er verstirbt schließlich vor Ort. Am nächsten Morgen wird dann seine Leiche im Wald gefunden.
Alex sucht Lizzi auf; sie will Alex helfen und wäscht seine Sachen. Auch Markowitz sucht Lizzi auf. Er befragt sie nach ihrem Verhältnis zu Hansi, denn Markowitz hat mittlerweile die vertraulichen Fotos von ihr und Hansi gefunden. Er glaubt sicher zu wissen, dass Randy Hansi umgebracht hat. Markowitz fährt zu Alex in den Boxklub; Alex bestreitet, Randy getötet zu haben. Markowitz kündigt an, auch Alex’ Schuhe untersuchen zu wollen, die der sicher nicht gereinigt habe. Als Markowitz ihn auch noch mit der Aussage Lizzis konfrontiert, zieht Alex das Messer, mit dem Randy ihn am Vorabend bedroht hat, und bedroht Markowitz. Der Kommissar schickt in dieser Bedrohungslage alle seine Kollegen hinaus, um mit Alex allein reden zu können. Markowitz fleht um Aufgabe und deutet Alex an, dass die zu erwartende Gefängnisstrafe nicht sehr hoch sein werde; daraufhin gibt Alex schließlich auf. Der väterliche Markowitz unterlässt es, diesen Vorfall anzuzeigen, und schwört auch seine Kollegen darauf ein.

## Hintergrund
Die Folge wurde 1991 in Berlin gedreht; mit einer Spielzeit von 117 Minuten ist sie eine der längsten der Tatort-Geschichte. Ernst-Georg Schwill, der den späteren langjährigen Kollegen von Hellmann und Ritter bzw. Ritter und Stark, Lutz Weber, spielt, hat hier seinen ersten Tatort-Auftritt.
Bei der Erstausstrahlung erreichte der Film 14,4 Millionen Zuschauer, er gehört damit zu den erfolgreichsten der Reihe.
Der Titel des Films spielt auf das Fremdenlegionärslied „Le Boudin“ an. Le Boudin (dt. die Blutwurst) ist eigentlich eine blaue Wolldecke, die in Form einer Wurst auf dem Tornister der französischen Fremdenlegionäre gebunden war. Nach diesem vormaligen Ausrüstungsstück ist zugleich das bekannteste Marschlied der Legion benannt. Das (fiktive) Berliner Lokal der Filmfigur Bannasch (Heinz Hoenig), in welchem die Protagonisten des Films verkehren, heißt ebenfalls „Le Boudin“.

## Kritik
Die Fernsehzeitschrift TV Spielfilm beurteilte diesen Tatort positiv und konstatierte: „Nicht nur wegen seiner ungewöhnlichen Länge herausstechend: Der Berlin-„Tatort“ ist zudem äußerst präzise erzählte und toll besetzt.“